# Mikael Appelgren

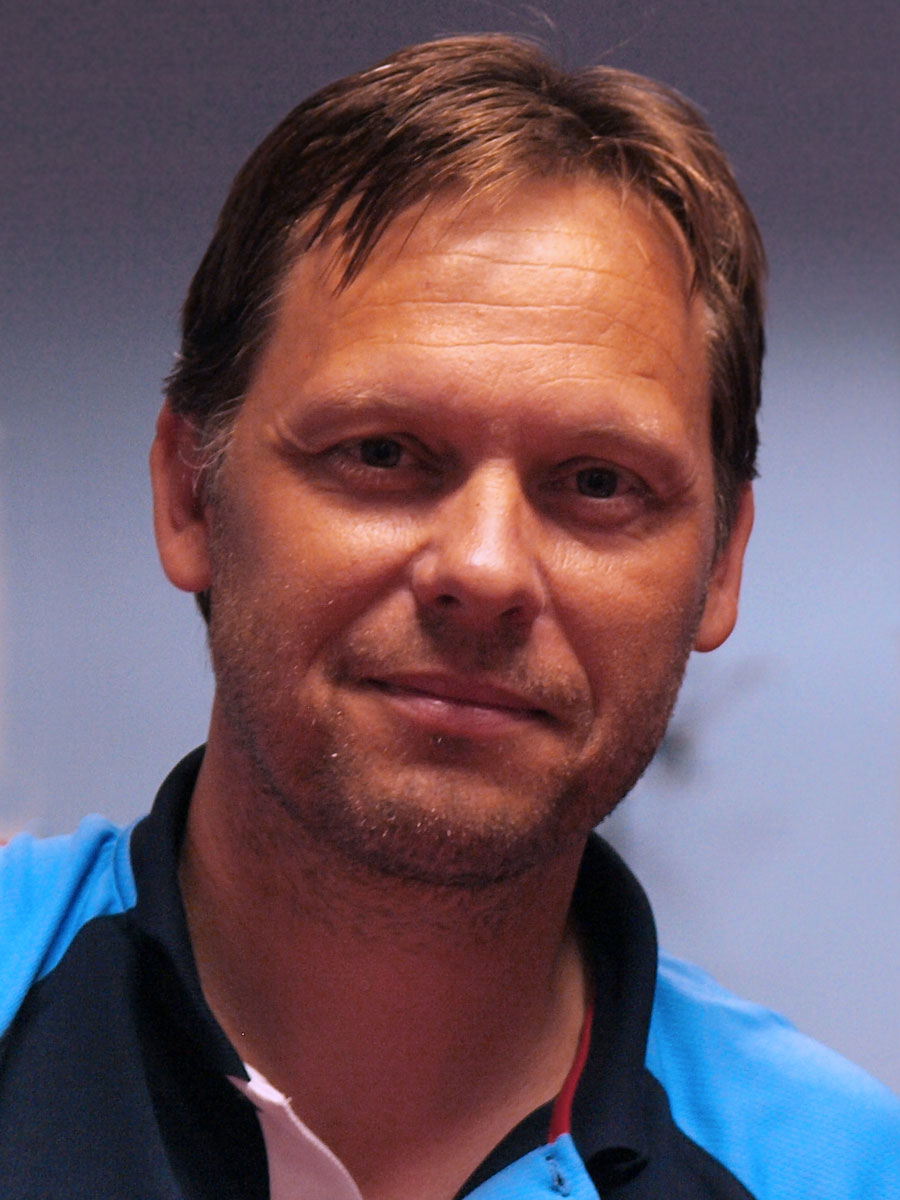
Mikael Appelgren

Kent Mikael 'Äpplet' Appelgren (Stockholm, 15 oktober 1961) is een Zweeds viervoudig wereldkampioen tafeltennis. Daarnaast schreef hij onder meer een World Cup en tweemaal de Europese Top-12 op zijn naam. Appelgren werd in 1990 de eerste man die drie Europese enkelspeltitels won.
De linkshandige Zweed was een van de eersten die succesvol was in het internationale tafeltennis met een opstelling meters achter de tafel. Hij was er de aanstichter mee van een trend die wereldwijd navolging kreeg. Appelgren speelde voor Zweden op de Olympische Zomerspelen 1988 en die van 1992. Tijdens beide evenementen speelde hij het dubbelspeltoernooi samen met een andere Zweedse wereldkampioen in de persoon van Jan-Ove Waldner. In beide toernooien vielen ze af voor de prijzen verdeeld werden. Appelgren speelde in ´92 tevens het enkelspeltoernooi, maar werd daarin uitgeschakeld door Paul Haldan.
Appelgren speelde in competitieverband voor achtereenvolgens Wermlandsföreningen, Stockholms Spårvägars GoIF, SSV Reutlingen (Dui), Ängby SK Stockholm, TTK Bad Honnef (Dui), TTK Würzburger Hofbräu (Dui) en opnieuw Ängby SK Stockholm. 

## Erelijst
- Winnaar World Cup 1983
- Wereldkampioen dubbelspel 1985 (met Ulf Carlsson)
- Wereldkampioen met Zweden op het landentoernooi van 1989, 1991 en 1993
- Winnaar Europese Top-12 1982 en 1990 (+ bronzen medailles in 1983, 1984 en 1985)
- Europees kampioen 1982, 1988, 1990
- Europees kampioen dubbelspel 1988 (met Jan-Ove Waldner)
- Europees kampioen met Zweden op het landentoernooi van 1980, 1986, 1988, 1990 en 1992
- Zweeds kampioen 1981, 1982, 1992, 1993